# Pohoří (Stružinec)
Pohoří je malá vesnice, část obce Stružinec v okrese Semily. Nachází se asi 1,5 kilometru severovýchodně od Stružince. Pohoří leží v katastrálním území Pohoří u Stružince o rozloze 1,61 km².

## Historie
První písemná zmínka o vesnici pochází z roku 1542.
V roce 1908 byla v této obci továrna na manšestr, kterou vlastnil J. Kučera. Jeho iniciály jsou dodnes viditelné na štítu areálu, navzdory tomu, že se je předchozí majitelé pokoušeli neuměle odstranit.

## Fotogalerie

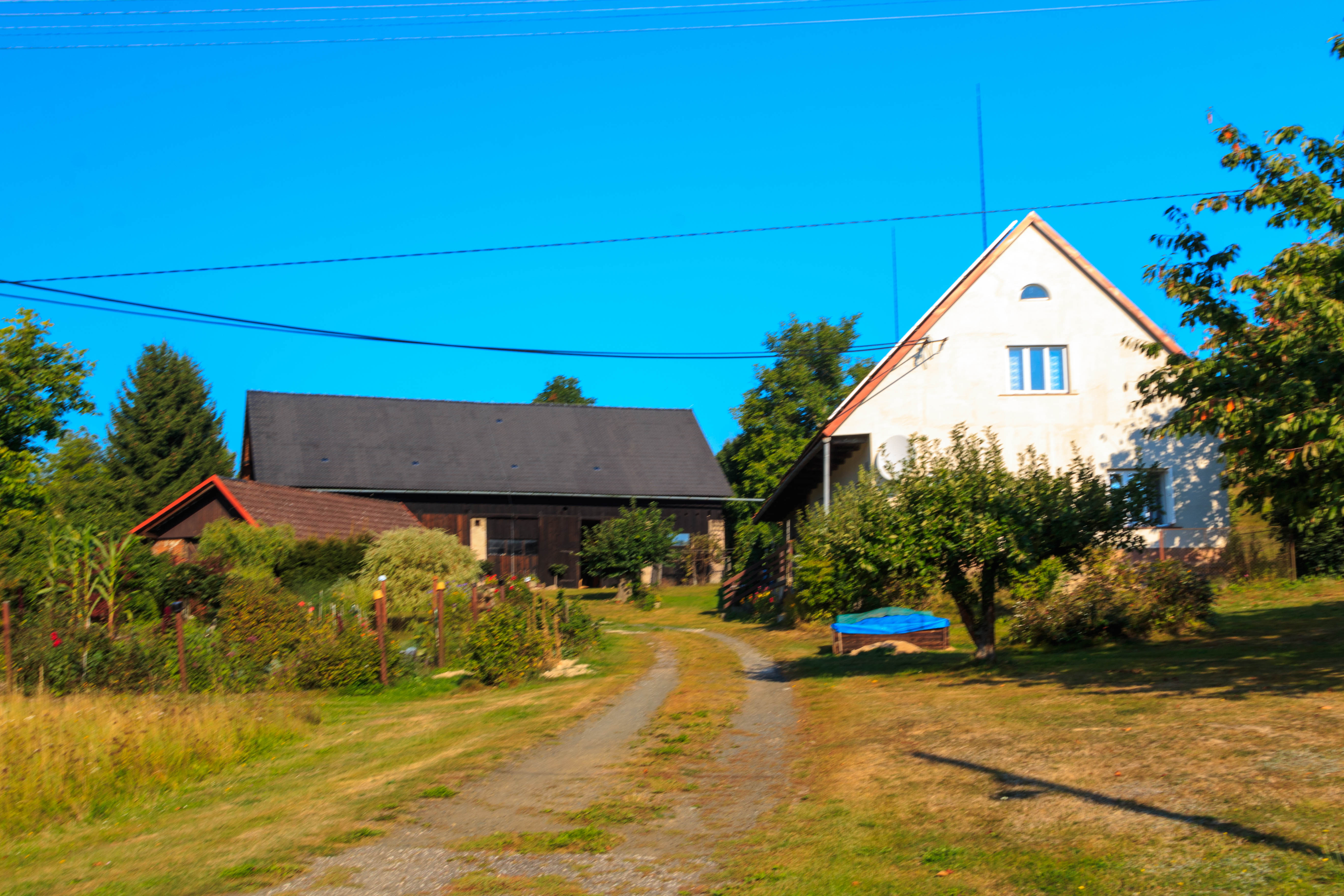
Dům čp. 8
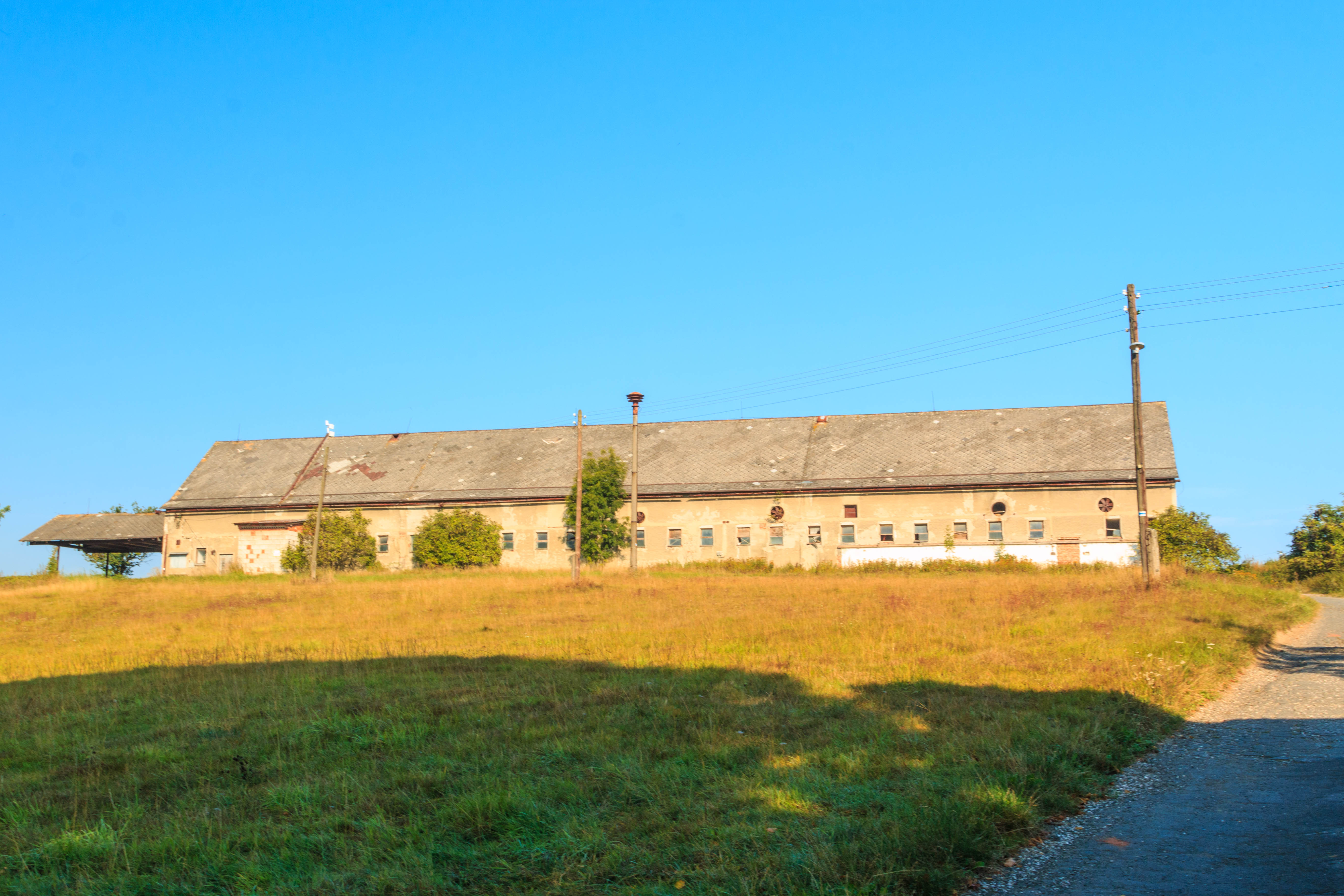
Kravín
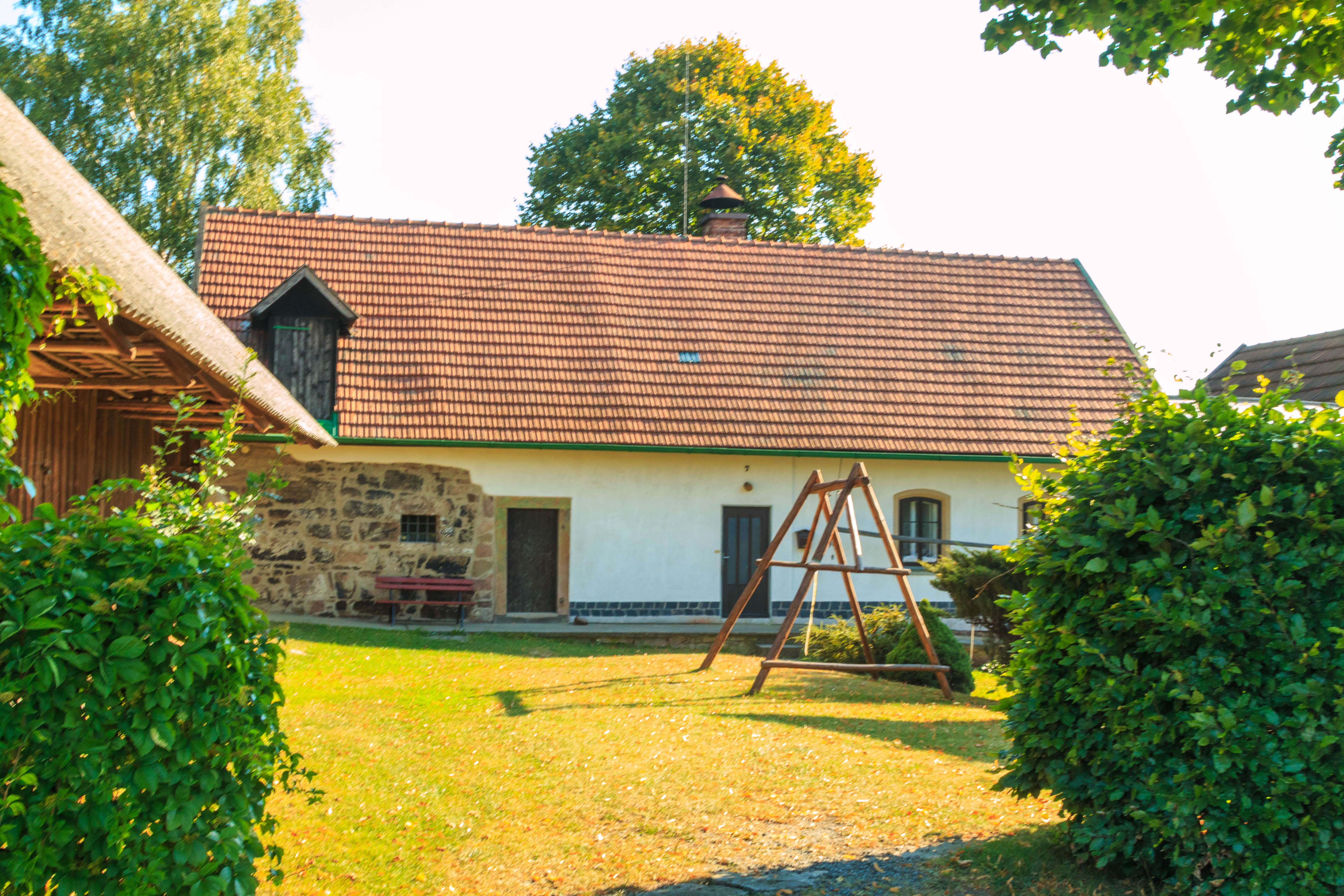
Dům čp. 7
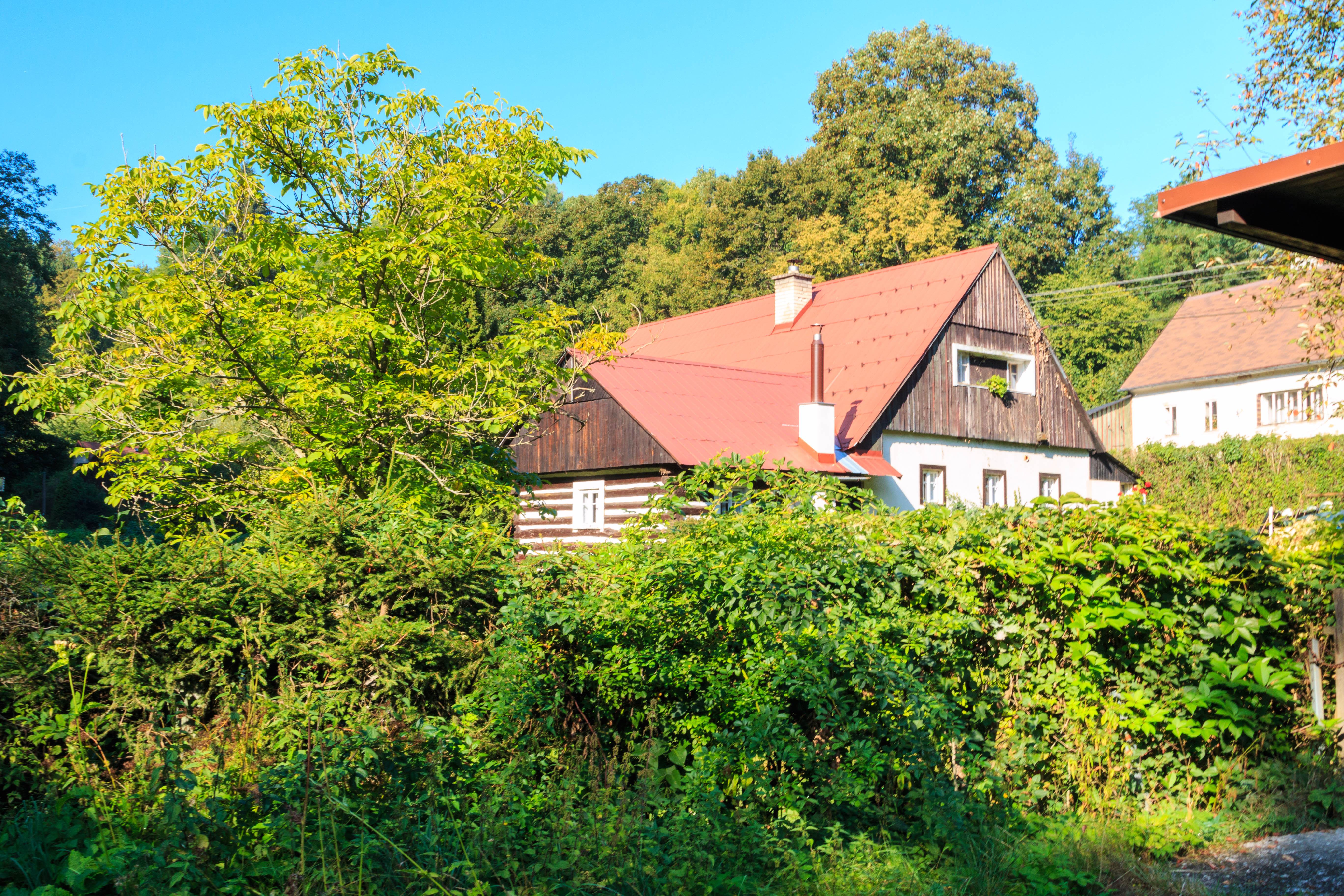
Dům čp. 53